# Полторак Володимир Абрамович
Володимир Абрамович Полторак (нар. 9 червня 1943) — український філософ, завідувач кафедри політології, соціології та гуманітарних наук ДУЕП.

## Наукова та викладацька діяльність
- Захистив докторську дисертацію за спеціальністю «09.00.09 — Філософія, 1989 р., ФС № 001299».
- Має вчений ступінь доктора філософських наук та вчене звання професора кафедри соціології та політології, ПР № 006687. Відомий спеціаліст у галузі маркетингових та соціологічних досліджень.
- Очолює Центр соціологічних і політичних досліджень і технологій «СОЦІОПОЛІС» та Центр маркетингових та соціологічних досліджень Дніпропетровського університету імені Альфреда Нобеля.
- Викладає дисципліни: «Соціальний маркетинг», «Зв'язки з громадськістю», «Соціологія», «PR в бізнесі», «Політичний маркетинг», «Маркетингові дослідження». Керує науково-дослідною роботою "Політична стратифікація демократичного суспільства: світовий досвід та українські реалії " (державний реєстраційний номер 0104V008830).
- Член спеціалізованої Вченої ради по захисту кандидатських дисертацій Д64051.15 при Харківському національному університеті ім. В. Н. Каразіна. Член редакційної колегії журналу «Соціологія: теорія, методи, маркетинг». Постійно бере участь в науково-практичних та методичних конференціях. Має більше 150 наукових та навчально-методичних видань.

## Деякі публікації
- Політичний маркетинг: сутність, функції, проблеми використання // за редакцією Полторака В. А. Дніпропетровськ: Вид-во ДУЕП, 2010. — 152 с. (монографія).
- Політична стратифікація суспільства // За редакцією В. А. Полторака. — Дніпропетровськ: Дніпропетровський університет ім. Альфреда Нобеля, 2013. — 212 с. (монографія).
- Соціологія політики: енциклопедичний словник. — К.: 2009 (автор та редактор).
- Соціологія політики: підручник у 2-х частинах. — К.: 2011 (автор та редактор).
- Соціологія управління і політичний маркетинг // Сучасні соціальні проблеми у вимірі соціології управління: Збірник наук. праць Донецького державного університету управління, Вип. 145, 2010 — С.230-238.
- Соціокультурна та політична динаміка регіонів України: проблеми дослідження // Методологія, теорія та практика соціологічного аналізу сучасного суспільства: Збірник наук. Праць ХНУ, 2010 — С.262 — 265.
- Політичний паблікрілейшнз: Історія виникнення, основні функції та методи // Запоріжжя: Класичний приватний університет: «Соціальні технології»: Зб. наук. Праць, Вип. 49, 2011, 340; 149–157.
- Соціологія політики та політологія: проблеми уточнення предметів наук // Запоріжжя: Класичний приватний університет: «Соціальні технології»: Зб.наук. праць, Вип. 50, 2011, 460; 36 −44.
- Пиар-демократиякак форма социальнойкоммуникации в обществах с ограниченном контролем над СМИ // Одеса: Вісник ОДНУ, Т. 16, Вип. 10 «Соц»

«Артефактні форми» сучасної демократії у політичній практиці суспільств, що трансформуються // Вісник ХНУ № 984, «Питання політології», Вип. 19, 2011. — С.60 — 64.
- Суб'єкти політики та інституалізація владних нерівностей // Гуманітарний вісник Запорізької державн. інженерн. Академії, № 48, 2012. — С. 264–270.
- Перманентні виборчі кампанії та адміністративний ресурс // Вісник ХНУ № 1007, «Питання політології», Вип. 20, 2012. — С.110 — 113.

## Нагороди
За вагомий особистий внесок у розвиток освіти та багаторічну сумлінну працю був нагороджений:
- Почесною грамотою Верховної Ради України «За особливі заслуги перед українським народом» − 7 травня 2003 р., № 463.
- Знаком «Відмінник освіти України» (постанова 176 від 18 квітня 2000 р.
- Подякою від міського голови (2008 р., № 528 рк.)